# Ferrial·lanita-(Ce)
La ferrial·lanita-(Ce) és un mineral de la classe dels silicats, que pertany al grup de l'al·lanita. Rep el nom per la seva relació amb l'al·lanita-(Ce).

## Característiques
La ferrial·lanita-(Ce) és un sorosilicat de fórmula química {CaCe}{Fe3+AlFe2+}(Si₂O₇)(SiO₄)O(OH). Va ser aprovada com a espècie vàlida per l'Associació Mineralògica Internacional l'any 2000. Cristal·litza en el sistema monoclínic. La seva duresa a l'escala de Mohs és 6.
Segons la classificació de Nickel-Strunz, la ferrial·lanita-(Ce) pertany a «09.B - Estructures de sorosilicats amb grups barrejats de SiO₄ i Si₂O₇; cations en coordinació octaèdrica [6] i major coordinació» juntament amb els següents minerals: al·lanita-(Ce), al·lanita-(La), al·lanita-(Y), clinozoisita, dissakisita-(Ce), dol·laseïta-(Ce), epidota, hancockita, khristovita-(Ce), mukhinita, piemontita, piemontita-(Sr), manganiandrosita-(La), tawmawita, tweddillita, clinozoisita-(Sr), manganiandrosita-(Ce), dissakisita-(La), vanadoandrosita-(Ce), uedaïta-(Ce), epidota-(Sr), al·lanita-(Nd), ferrial·lanita-(La), åskagenita-(Nd), zoisita, macfal·lita, sursassita, julgoldita-(Fe2+), okhotskita, pumpel·lyïta-(Fe2+), pumpel·lyïta-(Fe3+), pumpel·lyïta-(Mg), pumpel·lyïta-(Mn2+), shuiskita, julgoldita-(Fe3+), pumpel·lyïta-(Al), poppiïta, julgoldita-(Mg), ganomalita, rustumita, vesuvianita, wiluïta, manganovesuvianita, fluorvesuvianita, vyuntspakhkita-(Y), del·laïta, gatelita-(Ce) i västmanlandita-(Ce).

## Formació i jaciments
Va ser descoberta a la pegmatita Neprimetnyi, situada al mont Ulyn Khuren, dins el massís de Khaldzan Buragtag, a la Serralada Altai (Província de Khovd, Mongòlia). Ha estat descrita en una trentena de localitats més distribuïdes per tot el planeta. Als territoris de parla catalana ha estat descrita a la Sèrra de Horno, una serra situada al municipi de Vielha e Mijaran (Vall d'Aran).